# Cyclosa pedropalo
Cyclosa pedropalo là một loài nhện trong họ Araneidae.
Loài này thuộc chi Cyclosa. Cyclosa pedropalo được Herbert Walter Levi miêu tả năm 1999.